# روبرتو سالفادوري
روبرتو سالفادوري (بالإيطالية: Roberto Salvadori)‏ هو لاعب كرة قدم إيطالي في مركز الدفاع، ولد في 29 يوليو 1950 في ماجينتا في إيطاليا. لعب مع نادي ألساندريا ونادي تورينو.